# Smučarski skoki v sezoni 1976/77
Smučarski skoki v sezoni 1976/77. To je pregled najpomembnejših tekem v smučarskih skokih v sezoni 1976/77. Tekme niso bile povezane v svetovni pokal, ki ga je ustanovila Mednarodna smučarska organizacija s sezono 1979/80.

## Tekme
| Datum                                                                                | Prizorišče             | Skakalnica                      | Opomba                          | Zmagovalec         | Drugi              | Tretji                     | Vir           |
| ------------------------------------------------------------------------------------ | ---------------------- | ------------------------------- | ------------------------------- | ------------------ | ------------------ | -------------------------- | ------------- |
| 26. december 1976                                                                    | St. Moritz             | Olympiaschanze K94              | Božična tekma                   | Walter Steiner     | Robert Mösching    | Ernst von Grünigen         | [ 1 ] [ 2 ]   |
| Turneja štirih skakalnic:                                                            |                        |                                 |                                 |                    |                    |                            |               |
| 30. december 1976                                                                    | Oberstdorf             | Schattenbergschanze K115        |                                 | Toni Innauer       | Jochen Danneberg   | Walter Steiner             |               |
| 1. januar 1977                                                                       | Garmisch-Partenkirchen | Große Olympiaschanze K107       |                                 | Jochen Danneberg   | Toni Innauer       | Harald Duschek             |               |
| 4. januar 1977                                                                       | Innsbruck              | Bergiselschanze K106            |                                 | Henry Glaß         | Walter Steiner     | Toni Innauer               |               |
| 6. januar 1977                                                                       | Bischofshofen          | Paul-Außerleitner-Schanze K106  |                                 | Walter Steiner     | Karl Schnabl       | Jochen Danneberg           |               |
| Skupno:                                                                              | Skupno:                | Skupno:                         | Skupno:                         | Jochen Danneberg   | Walter Steiner     | Henry Glaß                 | [ 3 ]         |
| 7. januar 1977                                                                       | Maribor                | Pekrska gorca K78               | Turneja treh dežel              | Karl Schnabl       | Bogdan Norčič      | Alfred Pungg               | [ 4 ] [ 5 ]   |
| 8. januar 1977                                                                       | Beljak                 | Jahnschanze K75                 | Turneja treh dežel              | Alfred Pungg       | Hans Millonig      | Karl Schnabl               | [ 6 ]         |
| 10. januar 1977                                                                      | Trbiž                  | Trampolino Fratelli Nogara K80  | Turneja treh dežel              | Bogdan Norčič      | Karl Schnabl       | Alfred Pungg               | [ 7 ]         |
| Skupno:                                                                              | Skupno:                | Skupno:                         | Skupno:                         | Karl Schnabl       | Alfred Pungg       | Bogdan Norčič              | [ 8 ]         |
| 14. januar 1977                                                                      | Willingen              | Mühlenkopfschanze K89           |                                 | Ernst von Grünigen | Bogdan Norčič      | Jim Denney                 | [ 9 ] [ 10 ]  |
| 15. januar 1977                                                                      | Willingen              | Mühlenkopfschanze K89           |                                 | Hans Wallner       | Sepp Schwinghammer | Ernst von Grünigen         | [ 11 ] [ 12 ] |
| 16. januar 1977                                                                      | Willingen              | Mühlenkopfschanze K89           |                                 | Jim Denney         | Bogdan Norčič      | Ernst von Grünigen         | [ 13 ] [ 14 ] |
| 15. januar 1977                                                                      | Saporo                 | Okurajama                       |                                 | Walter Steiner     | Pekka Hyvärinen    | Pertti Savolainen          | [ 15 ] [ 16 ] |
| 16. januar 1977                                                                      | Saporo                 | Okurajama                       |                                 | Walter Steiner     | Pekka Hyvärinen    | Kodži Kakuta               | [ 17 ] [ 16 ] |
| 15. januar 1977                                                                      | Bakuriani              | Sakartvelo K88                  |                                 | Aleksej Borovitin  | Jürgen Thomas      | Jurij Kalinin              | [ 18 ] [ 19 ] |
| 16. januar 1977                                                                      | Bakuriani              | Sakartvelo K110                 |                                 | Aleksej Borovitin  | Emil Babiš         | Jurij Ivanov               | [ 20 ] [ 21 ] |
| 19. januar 1977                                                                      | Schmiedefeld           | Vessertalschanze K86            | Turneja prijateljstva           | Harald Duschek     | Leoš Škoda         | Henry Glaß                 | [ 22 ] [ 23 ] |
| 21. januar 1977                                                                      | Lauscha                | Marktiegelschanze K83           | Turneja prijateljstva           | Martin Weber       | Ján Tánczos        | Leoš Škoda                 | [ 24 ] [ 25 ] |
| 23. januar 1977                                                                      | Oberhof                | Rennsteigschanze K102           | Turneja prijateljstva           | Harald Duschek     | Stanisław Bobak    | Henry Glaß                 | [ 26 ] [ 27 ] |
| Skupno:                                                                              | Skupno:                | Skupno:                         | Skupno:                         | Harald Duschek     | Leoš Škoda         | Henry Glaß Stanisław Bobak | [ 27 ]        |
| 23. januar 1977                                                                      | Le Brassus             | La Chirurgienne                 |                                 | Johan Sætre        | Walter Steiner     | Emil Babiš                 | [ 28 ] [ 29 ] |
| 30. januar 1977                                                                      | Le Locle               | Tremplin de la Combe Girard K87 | Švicarska turneja               | Johan Sætre        | Walter Steiner     | Karl Schnabl               | [ 30 ] [ 31 ] |
| 1. februar 1977                                                                      | Gstaad                 | Mattenschanze K88               | Švicarska turneja               | Walter Steiner     | Alfred Pungg       | Kari Ylianttila            | [ 32 ] [ 33 ] |
| 3. februar 1977                                                                      | St. Moritz             | Olympiaschanze K94              | Švicarska turneja               | Walter Steiner     | Per Bergerud       | Johan Sætre                | [ 34 ] [ 35 ] |
| 6. februar 1977                                                                      | Engelberg              | Gross-Titlis-Schanze            | Švicarska turneja               | Walter Steiner     | Kari Ylianttila    | Alfred Pungg               | [ 36 ] [ 37 ] |
| Skupno:                                                                              | Skupno:                | Skupno:                         | Skupno:                         | Walter Steiner     | Alfred Pungg       | Ernst von Grünigen         | [ 37 ]        |
| 3. februar 1977                                                                      | Liberec                | Ještěd K88                      | Bohemska turneja                | Leoš Škoda         | Ivo Felix          | František Novák            | [ 38 ]        |
| 5. februar 1977                                                                      | Liberec                | Ještěd K115                     | Bohemska turneja                | Dietrich Kampf     | Josef Samek        | Leoš Škoda                 | [ 39 ]        |
| 6. februar 1977                                                                      | Tanvald Plavy          | Na Pláni K86                    | Bohemska turneja                | Dietrich Kampf     | Jaroslav Balcar    | Břetislav Novák            | [ 40 ] [ 41 ] |
| Skupno:                                                                              | Skupno:                | Skupno:                         | Skupno:                         | Jouko Törmänen     | Leoš Škoda         | Dietrich Kampf             | [ 41 ]        |
| 6. februar 1977                                                                      | Murau                  | Hans-Walland-Großschanze        |                                 | Reinhold Bachler   | Klaus Tuchscherer  | Alois Lipburger            | [ 42 ]        |
| 17.–19. februar 1977: Svetovno prvenstvo v smučarskih poletih v Vikersundu, Norveška |                        |                                 |                                 |                    |                    |                            |               |
| 25. februar 1977                                                                     | Saporo                 | Mijanomori K70                  | Igre Mijasama                   | Hans Wallner       | ?                  | ?                          | [ 43 ]        |
| 26. februar 1977                                                                     | Saporo                 | Okurajama K90                   |                                 | Alois Lipburger    | Tomihisa Aiuči     | Willi Pürstl               | [ 44 ] [ 45 ] |
| 27. februar 1977                                                                     | Saporo                 | Okurajama K90                   | Igre Mijasama                   | Hans Wallner       | Masakiro Jonekura  | Tom Levorstad              | [ 46 ] [ 45 ] |
| 26. februar 1977                                                                     | Lahti                  | Salpausselkä K70                | Smučarske igre Lahti            | Walter Steiner     | Jouko Törmänen     | Mathias Buse               | [ 47 ] [ 48 ] |
| 27. februar 1977                                                                     | Lahti                  | Salpausselkä K90                | Smučarske igre Lahti            | Aleksej Borovitin  | Walter Steiner     | Thomas Meisinger           | [ 49 ] [ 50 ] |
| 3. marec 1977                                                                        | Falun                  | Lugnet K70                      | Švedske smučarske igre          | Josef Rusko        | Walter Steiner     | Toni Innauer               | [ 51 ] [ 52 ] |
| 6. marec 1977                                                                        | Falun                  | Lugnet K89                      | Švedske smučarske igre          | Martin Weber       | Jouko Törmänen     | Toni Innauer               | [ 53 ]        |
| 7. marec 1977                                                                        | Kuopio                 | Puijo                           | Smučarske igre Kuopio           | Klaus Tuchscherer  | Esko Rautionaho    | Harri Blumen               | [ 54 ]        |
| 9. marec 1977                                                                        | Odnes                  | Flubergbakken K105              |                                 | Jurij Ivanov       | Thomas Meisinger   | Matthias Buse              | [ 55 ] [ 56 ] |
| 13. marec 1977                                                                       | Oslo                   | Holmenkollbakken K105           | Smučarski festival Holmenkollen | Aleksej Borovitin  | Thomas Meisinger   | Walter Steiner             | [ 57 ] [ 58 ] |
| 14. marec 1977                                                                       | Zakopane               | Wielka Krokiew K115             | Memorial Czech-Marusarzówna     | Harald Duschek     | Pavel Fízek        | Bernd Eckstein             | [ 59 ] [ 60 ] |
| 15. marec 1977                                                                       | Zakopane               | Wielka Krokiew K115             | Memorial Czech-Marusarzówna     | Harald Duschek     | Martin Weber       | Falko Weißpflog            | [ 61 ] [ 60 ] |
| 14. marec 1977                                                                       | Rælingen               | Marikollen                      | Norveška turneja                | Jim Denney         | Walter Steiner     | Roger Ruud                 | [ 62 ] [ 63 ] |
| 17. marec 1977                                                                       | Hamar                  | Lierberget K84                  | Norveška turneja                | Johan Sætre        | Jim Denney         | Roger Ruud                 | [ 64 ] [ 65 ] |
| 18. marec 1977                                                                       | Rena                   | Renabakkene                     | Norveška turneja                | Jim Denney         | Johan Sætre        | Per Bergerud               | [ 66 ]        |
| 20. marec 1977                                                                       | Lillehammer            | Lysgårdsbakken                  | Norveška turneja                | Jim Denney         | Roger Ruud         | Johan Sætre                | [ 66 ]        |
| Skupno:                                                                              | Skupno:                | Skupno:                         | Skupno:                         | Jim Denney         | Johan Sætre        | Per Bergerud               | [ 66 ]        |
| 18.–20. marec 1977                                                                   | Planica                | Letalnica bratov Gorišek        | Teden smučarskih poletov        | Reinhold Bachler   | Thomas Meisinger   | Ladislav Jirásko           | [ 67 ] [ 68 ] |
| 19. marec 1977                                                                       | Štrbské Pleso          | MS 1970 A K70                   | Pokal Tatre                     | Hans Millonig      | Josef Rusko        | Ivo Felix                  | [ 69 ] [ 70 ] |
| 20. marec 1977                                                                       | Štrbské Pleso          | MS 1970 A K90                   | Pokal Tatre                     | Josef Rusko        | Ivo Felix          | František Novák            | [ 70 ]        |
| 20. marec 1977                                                                       | Rovaniemi              | Ounasvaara                      |                                 | Walter Steiner     | Jouko Törmänen     | Tapio Räisänen             | [ 71 ]        |
| 27. marec 1977                                                                       | Kuusamo                | Rukatunturi                     |                                 | Walter Steiner     | Kari Ylianttila    | Pekka Hyvärinen            | [ 72 ] [ 73 ] |
| 9. april 1977                                                                        | Kirovsk                | Tramplin Apatity K62            |                                 | Aleksej Borovitin  | Sergej Sajčik      | ?                          | [ 74 ]        |
| 10. april 1977                                                                       | Kirovsk                | Tramplin Apatity K98            |                                 | Aleksej Borovitin  | Jurij Ivanov       | Falko Weißpflog            | [ 75 ]        |
| 24. april 1977                                                                       | Mühlbach               | Wetterwand-Schanze K89          | Pokal Hochkönig                 | Josef Rusko        | Leoš Škoda         | Karl Schnabl               | [ 76 ]        |